# Jon Entine
Jon Entine (né le 30 avril 1952) est un ancien journaliste, commentateur, essayiste, polémiste, conférencier et auteur de sept livres). Après avoir été rédacteur et producteur de nouvelles à destination des réseaux pour NBC News et ABC News, il s'est lancé dans le journalisme imprimé, comme chroniqueur pour plusieurs journaux et magazines. Il a créé une société de conseil ESG Mediametrics,.

Il a aussi créé un groupe de défense des biotechnologies et des sciences de la génétique (Genetic Literacy Project, expression qui pourrait être traduite par "projet d'alphabétisation à la génétique", notion faisant référence à celle d'« alphabétisation agricole » parfois utilisés aux États-Unis pour décrire la pédagogie relative à l'agriculture en milieu scolaires et universitaire ainsi que dans certains forums publics et privés),.
Il est chercheur invité du Think tank American Enterprise Institute (AEI), considéré comme politiquement néoconservateur, économiquement néolibéral, proche du patronat américain et du mouvement néoconservateur, climatosceptique et exerçant un lobbying contre des lois environnementales.
L'un des leitmotivs de Jon Entine est que le grand public, mais aussi des administrations comme la FDA ou l'EPA sont "morts de peur ("scared to death") car victimes de l'alarmisme et d'une méconnaissance de la chimie générées par de auteurs tels que Rachel Carson et les écologistes politiques ou des ONG environnementales qui, selon lui, s'opposent sans raisons valables aux produit chimiques et en particulier aux pesticides et au organismes génétiquement modifiés. Ces acteurs sont victimes selon Jon Entine d'une épidémie de "chimiophobie", un état d'esprit, selon lui, pathologique et menaçant les politiques publiques quand il influe sur les décisions des élus. Selon Entine, le principe de précaution est un frein au développement des industries chimiques et de l'agrochimie, nécessaires à l'agriculture moderne et à la santé. Dans Scared to death, via deux études de cas, il prend la défense du bisphénol A (Case Study: Bisphenol A—Precautionary Regulation) et de l'Atrazine (Case Study: Atrazine —Weighing Risks and Benefits), deux produits qui ont été, selon lui : parmi les plus étudiés, injustement décriés, et interdits uniquement par précaution (il s'avèrera plus tard qu'Entine travaillait aussi pour Monsanto et qu'il était liée à l'American Council on Science and Health organisme, qui en 2011 reçu des fonds de Syngenta, l'année où Entine a publié un livre défendant l'atrazine (pesticide désherbant fabriqué par Syngenta).
Jon Entine est aussi, selon J Matthews de "Spin Watch", un "critique de longue date de l'ISR (investissement socialement responsable)".

## Biographie
Jon Entine est né à Philadelphie, en Pennsylvanie, dans une famille juive ashkénaze d'Europe de l'Est et a été élevé dans le judaïsme réformé.
Il a obtenu un Bachelor of Arts en philosophie au Trinity College de Hartford, Connecticut, en 1974.

## Télévision
Lycéen, Entine a travaillé comme copiste le week-end pour WCAU, une chaîne de télévision détenue et exploitée par CBS[réf. souhaitée]. 
En 1975, il participe au programme ABC News AM America (rebaptisé Good Morning America l'année suivante). Puis il travaille pour ABC News en tant qu'auteur, puis rédacteur en chef et producteur à New York et à Chicago de 1975 à 1983 pour des programmes tels que ABC Evening News, 20/20 et Nightline[réf. souhaitée]. 
En 1981-1982, il prend un congé d' ABC News pour étudier à l'Université du Michigan avec une bourse du National Endowment for the Humanities en journalisme[réf. nécessaire].
En 1984, il rejoint NBC News à New York comme producteur de segments spéciaux pour NBC Nightly News avec Tom Brokaw, jusqu'en 1990. En 1989, Entine et Brokaw coécrivent Black Athletes: Fact and Fiction, récompensé meilleur film sportif international de l'année. 
De 1989 à 1990, il est responsable des documentaires chez NBC News, puis retrouve ABC News en 1991(producteur d'investigation pour Primetime). En 1993, il coécrit avec le journaliste Sam Donaldson un article sur les cliniques de chirurgie oculaire, qui vaut un procès à ABC News, Entine et Donaldson,, mais la poursuite est rejetée par une cour d'appel fédérale au motif suivant : "Le seul stratagème ici était un stratagème visant à exposer publiquement toutes les mauvaises pratiques découvertes par l'équipe d'enquête, ce qui n'a rien de frauduleux"
En 1994, Entine lance une émission sur le concours Miss America, "Miss America: Beyond the Crown" pour NBC Entertainment[réf. nécessaire].

## Polémique à propos deBody Shop
En septembre 1994, Entine publie un article d'investigation intitulé " Shattered Image: Is The Body Shop Too Beautiful to Be True ? " L'article crée une controverse et a conduit à des articles dans le New York Times[réf. nécessaire] et à un reportage sur ABC World News Tonight[réf. nécessaire]. The Body Shop (société internationale de cosmétiques basée au Royaume-Uni, jusque-là avait été considérée comme une entreprise modèle " socialement responsable "), a tenté d'empêcher la publication de l'histoire, ses actions ont temporairement chuté de 50%[réf. nécessaire]. 

Ce cas est ensuite cité par des auteurs à propos d'éthique des affaires ,.

## Projet d'alphabétisation génétique
Entine est fondateur et directeur exécutif du Genetic Literacy Project (GLP),, une ONG qui se présente comme à but non lucratif, promouvant les biotechnologies, et le débat sur l'évolution et la culture scientifique,,,. 
Le site diffuse ses propres articles et messages sur des sujets liés aux biotechnologies et à la génétique utilisées dans l'industrie alimentaire et agroalimentaire, ainsi que concernant la génétique humaine. Il regroupe aussi des articles publiés par des tiers.
GLP a notamment publié des articles prenant position, comme l'ont fait les lobbys de l'Industrie alimentaire, contre l'étiquetage des aliments OGM,. Un article du Financial Times, a décrit GLP et son projet d'alphabétisation génétique comme informant le public sur la génomique, sujet peu accessible au grand public.
US Right to Know, une ONG environnementale, qui promeut et recherche un accès universel à l'information notamment concernant les pesticides et les OGM, a été parmi les premières à alerter sur le fait que le GLP a publié en 2014 une série d'articles très en faveur de la culture d'OGM en plein champs, articles qui auraient été en réalité commandés ou « encouragés » par Monsanto (depuis rachetée par Bayer).
La revue Nature Biotechnology, dans un article intitulé Défendons la science (Standing up for science ) (2015-10), et le New-York Times dans un article intitulé Des courriels révèlent que des universitaires de l'industrie alimentaire sont enrôlés dans la guerre de loggying pour les O.G.M. (2015/09/06) ont aussi relayé cette inquiétude.
Le Genetic Literacy Project (GLP) et Entine ont répondu au Chicago Tribune, qui s'inquiétait d'apprendre que Monsanto mobilisait des membres des sphères académiques pour écrire des articles favorables aux OGM, que US Right to Know n'était pas crédible car en partie financé par l'Organic Consumers Association, qu'« une telle divulgation n'était pas nécessaire parce que [Monsanto] n'a pas payé les auteurs et n'a pas été impliqué dans la rédaction ou l'édition des articles », Entine affirme qu'il avait le contrôle total du processus d'édition, et qu'il n'y avait rien à divulguer. Le GLP d'Entine décrit l'Organic Consumers Association comme « l'un des groupes d'activistes anti-OGM les plus agressifs d'Amérique du Nord (...) bon nombre des causes et des organisations qu'il soutient sont au mieux controversées et au pire marginales(...). Il a versé 554 000 $ pour démarrer et financer l'organisation américaine Right to Know, qui cible les scientifiques et les communicateurs scientifiques avec des demandes controversées d'accès à l'information dans le but de les lier à l'industrie biotechnologique (...). Ils ont une longue histoire d'utilisation de la peur et de la pseudoscience pour faire avancer leur programme de conversion du monde à l'agriculture biologique.... ».

## Défense de produits chimiques
Dans son livre Scared to death (mort de trouille), Entine prend la défense du bisphénol A et de l'Atrazine fabriqué par Syngenta ; deux molécules selon lui injustement interdites (il estime que « c'est la dose qui fait le poison » (même pour les perturbateurs endocriniens) et que l'être humain n'est pas exposé à de doses gênantes de ce produit via l'environnement ni l'alimentation.
Selon J. Entine, concernant le bisphénol A « l'un des produits chimiques les plus étudiés au monde - il a fait l'objet de milliers d'études » ; le rapport du CIRC sur le bisphénol A « contient de nombreuses exagérations et inexactitudes, qui reflètent le fait que le panel d'experts s'appuie sur le point de vue de défenseurs et de scientifiques sélectionnés plutôt que sur une large représentation des scientifiques les plus familiers avec les études sur le cancer (...). La polémique autour du bisphénol A illustre dramatiquement la virulence de la chimiophobie et les nouvelles formes qu'elle prend ».
Selon lui, c'est paradoxalement alors que l'Homme n'a jamais été si bien protégé d'une exposition dangereuse aux produits chimiques qu'a émergé la « chimiophobie », une peur irraisonnée, issue selon lui, du livre Printemps silencieux de Rachel Carson, et ensuite colportée par des activistes œuvrant sans s'en rendre compte contre le progrès ; « de nombreux journalistes n'ont pas la formation ou la sophistication nécessaires pour présenter les enjeux scientifiques complexes dans leur contexte ». Il accuse les documentaires des médias et les publications sur le Web de souvent « diaboliser les produits chimiques couramment utilisés que les scientifiques et les régulateurs ont trouvés parfaitement inoffensifs ». Il affirme que la peur du public vis à vis des produits chimique, et injustifiée, et en outre « exacerbée par le mythe selon lequel il existe des produits chimiques « non toxiques » et « verts » qui pourraient remplacer ceux qui sont prétendument dangereux. Ces récits sont renforcés par la croyance erronée selon laquelle la présence d'un produit chimique synthétique à n'importe quelle concentration est dangereuse. La trace d'un produit chimique dans l'air, l'eau ou même dans notre urine ou notre sang n'est pas nécessairement en elle-même quelque chose d'inquiétant ». Il reprend à son compte l'affirmation de Doll et Peto faite en 1981 selon laquelle « plus de 70 % des cas de cancer peuvent être liés au tabagisme et à de mauvaises habitudes alimentaires qui conduisent à l'obésité, tandis que l'exposition aux produits chimiques ne causerait que quelques pour cent des cas tout au plus ».
Plus tard, un reportage de Tom Philpott (dans Mother Jones) montreront qu'en 2011 Syngenta finançait l'ACSH qui a financé la publication du livre, et que l'ACSH a demandé à Syngenta un financement supplémentaire pour un projet correspondant à la description de ce libre, Syngenta, comme Monsanto pour le glyphosate cherchait alors des alliés tiers pour aider l'entreprise à défendre l'atrazine. Deux ans plus tôt (en 2009), l'ACSH avait déjà demandé à Syngenta une subvention de 100 000 $, « séparée et distincte du soutien opérationnel général que Syngenta a si généreusement fourni au fil des ans », pour produire un document et un « livret convivial » sur l'atrazine. En 2011, l'ACSH a annoncé le nouveau livre d'Entine ainsi qu'un « exposé de position abrégé et convivial » défendant l'atrazine. Entine à dit Philpott qu'il n'avait « aucune idée » que Syngenta finançait l'ACSH.

## Apologie et défense des OGM
Selon Jon Entine, 
« Cas après cas, des groupes d'activistes ont diabolisé la biotechnologie en exploitant une méfiance générale à l'égard de la science (...). Pour de nombreux critiques de la biotechnologie, il ne s'agit pas d'un débat scientifique mais d'un débat idéologique et religieux, motivé par un principe simple et dangereusement simpliste : ne pas altérer la nature. C'est un message romantique et superficiellement séduisant, mais une insinuation générale que les produits de la nature sont toujours bénins ou meilleurs est évidemment un non-sens ».
Selon lui, il existe une « Industrie de l'antibiotechnologie extrêmement bien financée » ; une coalition « anti-biotechnologie » comprenant « des militants traditionnels, tels que des groupes de recherche d'intérêt public, des écologistes autoproclamés, des groupes religieux, des organisations d'investissement social et des groupes antibiotechnologiques parapluie, comme la GE Food Alert Coalition. Ils cherchent à appliquer des techniques de relations publiques et, par procuration, des pressions financières pour influer sur le débat et la politique publique ; beaucoup sont déterminés à réduire radicalement ou même à tuer l'introduction de produits et de procédés issus de la bio-ingénierie. Les médias sont également très impliqués, qui ont agi comme filtre et parfois porte-parole et défenseur de la perspective antibiotechnologique ».
J. Entine et les partisans de OGM (ou de leur valorisation en bourse) affirment régulièrement qu'existe un consensus scientifique affirmant que les OGM sont utiles et sans dangers pour la santé. Une idée qui continue à être reprise avec force par d'autres (ex : article intitulé « Le débat scientifique sur les aliments GM est clos : ils sont sûrs ! », écrivait en 2017 Michael White (alors professeur adjoint de génétique à la Washington University School of Medicine de St. Louis, où il était aussi membre de l'« Edison Family Center for Genome Sciences & Systems Biology »),.
En 2015, cette idée a cependant publiquement encore été contredite par une déclaration commune élaborée et signée par plus de 300 chercheurs indépendants, concluant que {{CitationLla rareté et la nature contradictoire des preuves scientifiques publiées à ce jour empêchent des allégations concluantes de sécurité, ou de manque de sécurité, des OGM. Les allégations de consensus sur la sécurité des OGM ne sont pas étayées par une analyse objective de la littérature scientifique}}. Selon ce groupe, le prétendu consensus avancé par Entine et d'autres n'existe pas, c'est « une construction artificielle qui a été faussement perpétuée à travers divers forums », démenti par des preuves scientifiquement documentées, contradictoires. C'est au contraire l'absence de consensus sur la sécurité des OGM qui a conduit au protocole de Carthagène de l'ONU sur la biosécurité et aux directives du Codex Alimentarius qui impose une évaluation minutieuse, au cas par cas, de chaque OGM, par les autorités nationales pour vérifier leur adéquation aux critères nationaux (et européens en Europe) de « sécurité ». De plus, « l'évaluation rigoureuse de la sécurité des OGM a été entravée par le manque d'un financement indépendant des intérêts de l'industrie. La recherche pour le bien public a été davantage entravée par des problèmes de droits de propriété et par le refus d'accès au matériel de recherche pour les chercheurs qui ne souhaitent pas signer des accords contractuels avec les développeurs, ce qui confère un contrôle inacceptable sur la publication aux intérêts propriétaires ».
Entine n'évoque pas les perte économique des agriculteurs certifiés Bio due à la présence d'organismes génétiquement modifiés (OGM) retrouvés dans leurs champs, et il évoque rarement les effets sur la biodiversité des OMG rendus résistants au glyphosate et sécrétant leur propre pesticide (Bt). En 2012, un rapport de l'économise Graham Brookes de PG Economics (société anglaise de conseil basée à Dorchester) estime que les cultures GM pourraient avoir réduit l'utilisation mondiale de pesticides de 9,1 %, un chiffre qui conforte les affirmations d'Entine et de l'industrie agroalimentaire américaine. 
Mais quelques mois plus tard, une étude, basée sur les chiffres de l'USDA (Service des statistiques agricoles des États-Unis) apporte trois informations opposées : 
1. depuis que les OGM ont été autorisés, 16 ans plus tôt, la quantité de pesticides n'a pas diminué mais augmenté aux États-Unis[43]. Ceci s'explique par le fait que le transgène Bt a dans un premier temps contribué à diminuer les pulvérisation d'insecticides, mais de 1996 à 2011 le transgène de résistance au glyphosate a, lui, entraîné une telle augmentation des pulvérisation d'herbicides (+ 239 millions de kilogrammes) qu'au total, ce ont environ 183 millions de kg de pesticides supplémentaires qui ont été appliqués sur les cultures (+ 7 % environ en 16 ans)[43] ;
2. Une aggravation de cette tendance est attendue. En effet les cultures transgéniques vont s'étendre, notamment à la suite de nouvelles autorisations de culture d'autres espèces d'OGM, mais aussi à cause de la résistance aux pesticides en fort développement chez les "mauvaises herbes", et chez les insectes déprédateurs[43]. Ces derniers commençaient déjà dans les années 2010 à poser problème en résistant pour certains de plus en plus à la toxine insecticide Cry 3Bb1 exprimée dans plusieurs types de maïs hybrides OGM[44],[45],[46].
3. L'auteur précise en outre, que ces chiffres sous-estiment grandement la quantité totale réelle d'insecticides car ils n'intègrent pas la quantité d'endotoxine insecticide Bt exprimée par hectare de culture OGM (ex : comparativement à une pulvérisation classique de ~0,2 kg/ha d'insecticides utilisée pour contrôler la Chrysomèle du maïs[43] :
  - le MON 88017 exprime 0,62 kg/ha de Cry 3Bb1[43] ;
  - le DAS 59122–7 exprime lui deux protéines Cry totalisant 2,8 kg/ha, soit 14 fois plus que les insecticides qu'il remplace[43] ;
  - le maïs SmartStax GE synthétise lui six protéines Cry correspondant à 4,2 kg/ha d'endo-insecticide, soit 19 fois le taux moyen d'application d'insecticide conventionnel en 2010[43].

En réponse, J. Entine, dans Forbes, n'oppose pas d'arguments de fond, ni ne nie les chiffres ; il attaque à la fois l'auteur et l'étude qui est selon lui la « dernière salve dans les guerres contre les GM », lancée par une « critique féroce et respectée de la biotechnologie des cultures » : Charles M Benbrook, du Centre for Sustaining Agriculture and Natural Resources, de l'Université d'Etat de Washington). Entine attaque aussi ceux qui relayent cette information en qualifiant la couverture médiatique de l'étude de Benbrook d'« hétéroclite et souvent hautement politisée », avec « des présentations sélectives attendues de journalistes anti-OGM (...). Mais le plus décevant était le contexte bâclé fourni par des sources plus traditionnelles. Reuters, par exemple, a fait écho aux vues de Benbrook sans critique, criant dans un titre que "la technologie des cultures OGM se retourne contre nous" ».
Il est à noter que Brookes a mis à jour son évaluation en 2020 (toujours sans intégrer le Bt et d'autres protéines-insecticides répandues dans l'environnement en tant qu'endotoxines des plantes GM, ce qui fait sous-estimer la réalité, mais permet de comparer ces deux études). Selon Graham Brookes (et Peter Barfoot), après 22 ans d'« utilisation commerciale généralisée », « l'adoption de la technologie GM résistante aux insectes et tolérante aux herbicides a réduit la pulvérisation de pesticides de 775,4 millions de kg (soit de 8,3%) ». Ce travail montre un recul par rapport à l'évaluation de Brookes faite selon les mêmes critères 8 ans plus tôt ; le gain supposé en termes de tonnage de pesticides épandu a plutôt diminué alors que la surface cultivée a beaucoup augmenté, en Amérique surtout.

## Défense du glyphosate
Le projet "Genetic Literacy Project" (fondé par Jon Entine, qui a eu Monsanto comme client) a relayé les propos de Geoffrey Kabat, un épidémiologiste, qui est aussi membre du conseil d'administration du Science Literacy Project, le groupe-mère du Genetic Literacy Project qui est auteur de deux livres présentant les risques pour la santé des pesticides, des champs électromagnétiques, de la fumée de tabac secondaire et d'autres expositions environnementales comme largement exagérés, Geoffrey Kabat, qui a été financé par l'Industrie du tabac au moins à deux reprises dans les années 1970 puis 1990, et qui en 2003 niait encore les effets du tabagisme passif),, évoque « la viande rouge aussi dangereuse que le glyphosate » et parle toujours du Glyphosate sans évoquer les surfactants et autres composés du Roundup. 
Les Monsanto papers ont ensuite révélé que le Genetic Literacy Project et l'American Council on Science and Health (ou ACSH organisme dont le nom évoque une institution officielle, mais qui est une simple associations) ont tous deux aidé Monsanto dans sa campagne de « relations publiques » visant à discréditer le Centre international de recherche sur le cancer (CIRC) et en particulier son rapport selon lequel le glyphosate, ingrédient du Roundup de Monsanto, est un cancérigène probable pour l'homme, ainsi que les chercheurs ayant conduit le CICR à cette conclusion. 
En 2013, dans l'une de ses présentations Power Point, Byrne explique quel rôle il joue pour ses clients de l'industrie agrochimique, présentant ses théories sur les « éco-avocats » qu'il peut combattre, classés selon leur influence en ligne ; il exhorte les entreprises à mutualiser leurs ressources pour les affronter, afin d'éviter « les contraintes réglementaires et de marché ».
Un plan de relations publiques interne à l'entreprise Monsanto (daté de février 2015) visait notamment à « neutraliser l'impact » du rapport du CIRC afin de « protéger la réputation et l'autorisation de mise sur le marché du Roundup » et aussi de « fournir une couverture aux agences de réglementation... ». Ce plan désignait nommément le centre d'alphabétisation génétique de Jon Entine comme l'un des « partenaires de l'industrie ». Selon l'USRTK, le Genetic Literacy Project (GLP) a ensuite publié plus de 200 articles critiquant l'agence de lutte contre le cancer.

Des courriels internes (datés de février 2015), obtenus par voie de justice, démontreront ensuite que Monsanto a payé l'ACSH de manière continue et lui a donné « gamme complète » d'informations utiles pour attaquer le rapport du CIRC et nier la dangerosité du Roundup. Dans les courriels trouvés dans les Monsanto Papers, des membres de Monsanto discutent entre eux de l'utilité des documents de l'ACSH sur les pesticides, et l'un d'eux a écrit « Vous n'obtiendrez pas une meilleure valeur pour votre dollar que l'ACSH » (souligné dans l'original).

Des courriels de l'ACSH disent à Monsanto que le rapport du CIRC sur le glyphosate est bien sur leur radar et ajoutent : « Nous sommes impliqués dans une presse de plein tribunal concernant : le CIRC, concernant les produits chimiques agricoles, le DINP [phtalate] et les gaz d'échappement diesel ».
L'ACSH et le Genetic Literacy Project (GLP) ont aussi cherché à discréditer les chercheurs du CIRC en les accusant de « fraudes scientifiques » travaillant dans des « environnements anti-chimie », en les accusant d'avoir « menti » et « conspiré »  afin de déformer" la science sur le glyphosate. L'ACSH et le Genetic Literacy Project (GLP) ont régulièrement utilisé et cité un certain Dr Kabat comme source-clé pour dénigrer les conclusions du CIRC présentées comme « discréditées », ajoutant que « seuls les fanatiques de l'environnement" prêtent attention aux rapports sur les risques de cancer ». Ce Dr Kabat, sur la base d'un entretien avec un expert (anonyme) a écrit qu'« il n'y a littéralement plus d'études que nous puissions faire pour montrer que le glyphosate est sûr ».
En 2019, Jon Entine (alors directeur exécutif du GLP) promeut et relaye un article du Dr Kabat publié dans Forbes. Dans cet article, le Dr. Kabat suggère que trois scientifiques (sollicités par l'EPA pour siéger à un comité consultatif scientifique d'experts sur le glyphosate), ont menti et publié (en février 2019) une méta-analyse délibérément frauduleuse (selon lui). Cette étude, commandée par l'EPA, concluait à des « liens convaincant » entre les expositions aux herbicides à base de glyphosate et le risque accru de lymphome non-hodgkinien. 
Après s'être rendu compte des liens directs entretenus par le Dr Kabat et avec l'ACSH, Forbes a supprimé cet article. Mais le site Web Science 2.0, géré par l'ancien directeur de l'ACSH, de même que le site Genetic Literacy Project ont conservé en ligne cet article.

## Eugénisme
Selon Jon Entine, eugénisme signifie étymologiquement simplement « bons gènes » et utiliser ce mot comme synonyme de génocide est une « trop commune distorsion de l'histoire sociale de la politique de la génétique aux États-Unis ». 
Selon lui, l'eugénisme s'est développé à partir de l'ère progressiste ce qui n'est pas le cas de « la solution finale cinglée d'Hitler ».

## Attaques contre l'investissement socialement responsable
Elles se sont manifestées, principalement dans la seconde partie de années 1990, dans plusieurs de ses livres et dans divers articles,,,,,, publiés par Entine. 

Dans ce contexte, il a aussi publié en 1997, dans le périodique Drug and Cosmetic Industry (édité par Harcourt Brace Jovanovich, à New York), un article intitulé Vivisecting the anti-vivesectionist movement (un mouvement qui se développe en Amérique du nord, autour notamment de l'American Anti-Vivisection Society créée par Caroline Earle White en 1883 à Philadelphie) critique vivement les mouvements anti-vivisection.
En septembre 2003 dans la revue Organization & Environment (l'une des plus de 1000 revue du groupe SAGE Publishing, groupe considéré par la revue Science et dans le monde scientifique comme peu fiable, et deux mois après la publication d'Entine pris en flagrant délit d'avoir publié de la fausse science), J Entine estime que les défenseurs de l'investissement social qui affirment "travailler à construire une économie plus juste et durable » persistent à se tromper de moyens et méthodes d'évaluation pour y arriver, et qu'il « existe un fossé infranchissable entre la rhétorique et la réalité ». Entine présente dans cet article l'investissement socialement responsable comme un « ragoût idéologique » converti par des chercheurs en sciences sociales en évaluations « objectives » et « idéologie anti-entreprise » qui « reste piégé dans un paradigme anachronique basé sur une bouillabaisse de principes religieux conservateurs problématiques et de notions sociales libérales datées. Les systèmes de notation qui ont évolué sont basés sur des écrans décisifs superficiels jugeant la bienséance sociale et les conventions sociales. Ils manquent d'une perspective morale ou éthique cohérente. Ils confondent libéralisme social et comportement éthique. Ils minimisent systématiquement les aspects clés du comportement des entreprises, y compris la gouvernance et la transparence des entreprises, et exagèrent les notions morales faciles. Ils reflètent les idéologies personnelles de ceux qui ont conçu les notations et collecté les données ». 
Selon lui (date), « les évaluations contradictoires et ambiguës actuellement en vogue ne peuvent pas définir l'ISR. C'est de la pseudoscience, au niveau de la recherche astrologique. Les chercheurs en sciences sociales qui s'appuient sur ces données décrivent la complexité des affaires en fonction de leurs convictions idéologiques ». il estime, Comme Rowley et Berman (2000) que les conséquences sociales du comportement des entreprises seraient un meilleur critère de responsabilité sociale, et selon lui « certains aspects de l'investissement social sont positivement corrélés aux performances boursières et financières » et « compte tenu de l'attitude historiquement ambivalente des investisseurs sociaux à l'égard des entreprises, il n'est pas surprenant que le mouvement et ses facilitateurs dans le milieu universitaire restent indifférents aux principes financiers et d'investissement. En conséquence, si l'investissement social bénéficie d'une couverture médiatique démesurée, son empreinte et son influence financières restent modestes. L'investissement social a suscité très peu d'intérêt de la part des investisseurs institutionnels, à l'exception des fonds de pension religieux et syndicaux et de certains fonds traditionnels qui le considèrent comme une marque potentielle attrayante pour les investisseurs de niche ».

## Livres
Entine a écrit trois livres sur la génétique et deux sur les produits chimiques. 
Son premier livre, Taboo: Why Black Athletes Dominate Sports and Why We're Afraid to Talk About a été écrit alors qu'il était journaliste sportif et producteur de télévision. Il est inspiré du documentaire controversé « The Black Athlete: Fact and Fiction » antérieurement produit et écrit par Jon Entine et Tom Brokaw, diffusé sur NBC le 25 avril 1989.
A propos de ce documentaire, Nicolas Martin-Breteau (Centre d'Etudes Nord-Américaines de l'EHESS), en 2010, dans Sciences sociales et sport  suggère d'aussi se rapporter aux analyses de L.R. Davis (1990) et à celles de G & A Mathisen (1991) sur les athlètes noirs écrit avec Brokaw en 1989, se terminant en affirmant la supériorité athlétique génétique des « noirs ». Ce livre a reçu des critiques allant de majoritairement positives à très négatives dans le New York Times,, ou de la part de scientifiques lui reprochant, derrière un vernis scientifique et de neutralité, un objectif politique de justification d'approches raciales voire racistes de la société. L'anthropologue Jonathan Marks a qualifié ce livre de « génétique imaginaire appliquée à des groupes de personnes naïvement conceptualisés ». 
Nicolas Martin-Breteau (Centre d'Etudes Nord-Américaines de l'EHESS), en 2010 note qu'Entine a écrit ce livre Taboo avec Steven Sailer, un journaliste qui promeut des théories de pseudo-science raciale sur ses blogs, qui travaille pour Dare.com (considéré comme un site ultra-conservateur) et qui a fondé le think tank eugéniste Human Biodiversity Institute (HBd, qui se présente comme « un mélange d'experts, à la fois restreint, réservé à l'élite, et éclectique, issus du monde scientifique, intellectuel et politique et qui discutent avec courtoisie des implications de la biodiversité humaine (i.e., « des différences de race, de genre, d'orientation sexuelle, etc. », et de leurs « connections [sic] avec quelques-unes des grandes questions sociales de notre temps », allant « de l'éducation des enfants aux classements de médailles olympiques, des droits des homosexuels à la paléo-anthropologie, des mariages interraciaux aux prospectives pour le parti Républicain »). Sailer, ne pouvant lui-même mener à bien le livre qu'il projetait d'écrire sur le même sujet, affirme avoir aidé Jon Entine pour la rédaction de Taboo,,.
En 2007, Entine a publié Abraham's Children: Race, Identity and the DNA of the Chosen People qui examinait l'ascendance commune des juifs, des chrétiens et des musulmans et abordait la question "Qui est juif?" vue à travers le prisme de l'ADN. Le généticien Harry Ostrer a critiqué ce livre du point de vue de la génétique (« la compréhension d'Entine de la génétique est limitée et non critique » tout en lui reconnaissant un intérêt documentaire sur l'histoire de la judéité (« son large éventail bien documenté de l'histoire juive informera même les lecteurs les plus avertis »).
Let Them Eat Precaution : How Politics is Undermining the Genetic Revolution est une conribution à la controverse sur les OGM dans l'agriculture

## Affiliations organisationnelles
Selon les informations publiquement disponibles (ex : base de donnée LittleSis,, qui depuis 2008 cherche à rendre plus transparentes les relations d'intérêt, d'influence et de réseautage entre les politiciens, les chefs d'entreprise, les lobbyistes, les financiers et de grandes organisations et leurs institutions affiliées, crée début 2008 par la Public Accountability Initiative une ONG axée sur la responsabilité des entreprises et des gouvernements, fondée par des avocats, universitaires et défenseurs de l'intérêt public, associés à plusieurs grandes universités et organisations de changement social. Son objet est de permettre à tous de mieux comprendre « comment le pouvoir et l'argent guident la formulation des politiques publiques, des adhésions aux conseils d'administration aux contributions aux campagnes, des liens de la vieille école aux contrats gouvernementaux », en 2015, Jon Entine était lié aux personnes ou entités suivantes :
- American Enterprise Institute (ou American Enterprise Institute for Public Policy Research, une association de type Think tank, conservatrice, rejointe par Entsine comme « chercheur auxiliaire » en 2002 puis « chercheur invité »[réf. nécessaire].)
- Tom Brokaw
- ABC News
- NBC News Bureaus, Inc.
- Institute for food and agricultural literacy (IFAL)
- Center for Health & Risk Communication de l'Université George Mason où il a débuté en 2011[90]
- STATS (Statistical Assessment Service) de la George Mason University (l'un des anciens employeurs d'Entine)[91], un organisme qui a été utilisé à leur profit par certaines lobbies industriels, le STATS ayant été l'un des soutien importants de la campagne de relations publiques des industriels visant à discréditer les études et inquiétudes concernant le bisphénol A (BPA), « financé par des organismes de politique publique promouvant la déréglementation », et dont l'organisation mère (Center for Media and Public Affairs), a été payée dans les années 1990 par Philip Morris pour trier les articles critiques sur le tabagisme, comme l'a montré une enquête de Susanne Rust & Meg Kissinger publiée dans le Journal Sentinel, qui en 2007 après avoir passé en revue 258 études scientifiques impliquant le BPA notait que l'écrasante majorité de ces études concluait que le produit chimique était nocif[92].
- "American Council on Science and Health" (ACSH). Cette ONG basée à New-York, qui employé Entine et a eu le Dr Kabat comme conseiller scientifique ; et elle a reçu des fonds de sociétés chimiques, pharmaceutiques et du tabac)[49],[93] ; Entine a signé de son nom un document d'une centaine de pages présenté comme l'énoncé des positions de cet organisme sur "la menace de la chimiphobie vis à vis de la santé" [94].

Ses écrits ont porté sur les relations entre science, industries et société.
L'American Enterprise Institute) a publié trois livres écrits et édités par Entine : 
- Crop Chemophobia: Will Precaution Kill the Green Revolution?, qui analyse l'impact, négligeable et surestimé (selon l'auteur) des produits chimiques dans l'agriculture ; La peur irraisonnée des pesticides et la mise en œuvre du principe de précaution risque selon lui d'empêcher la révolution verte biotechnologique ;

- Pension Fund Politics: The Dangers of Socially Responsible Investing, livre court qui se concentre sur l'influence croissante de l'investissement socialement responsable dans les fonds de pension ; avec selon l'auteur un conflit entre la mission pour ces fonds d'assurer une retraite à leurs bénéficiaires, et l'utilisation (détournement selon l'auteur) de l'argent vers des investissements supposés éthiques (parfois destructeurs de rendement) ; selon l'auteur : « L'investissement social, à la fois par la gauche et la droite politiques, finit souvent par nuire aux personnes mêmes - en particulier les personnes économiquement défavorisées - qu'il est censé aider »[95],[96].

- Let Them Eat Precaution: How Politics Is Undermining the Genetic Revolution in Agriculture, un ouvrage reprenant (en les développant) les exposés d'une conférence « Food Biotechnology, the Media, and Public Policy », organisée par Entine pour le forum de l'American Enterprise Institute (AEI où Jon Entine était alors "étudiant en résidence"). Entine présente son livre comme voulant résoudre l'« impasse idéologique » opposant les partis prenantes du débat sur les OGM et leur étiquetage, en réunissant des scientifiques, des militants-consommateurs, des décideurs politiques, des spécialistes de l'opinion publique et des relations publiques et de représentants des industries concernées[97]. Cet ouvrage présente la controverse sur les OGM, l'alimentation et l'agriculture en cherchant à discréditer ceux que Ion Entine nomme les « activistes » et l'« industrie anti-biotechnologies ». 
Selon cet ouvrage, trois forces sous-tendent ce qu'Entine nomme le mouvement anti-biotechnologies qui seraient :

1. "l'argent", provenant principalement de fondations « progressistes » (environnementales ou liées à l'investissement solidaire...) ;
2. un marketing utilisant les ressources combinées de ce qu'Entine appelle "l'aile anti-science du mouvement écologiste", de l'industrie des produits biologiques et naturels et de sources opportunistes similaires telles que la communauté des investisseurs « socialement responsables » ;
3. Internet, qui "relie la coalition des anti-biotechnologies et offre un moyen d'atteindre les donateurs, de diffuser des messages de campagnes, d'acheter les consommateurs et, surtout, d'influencer les médias, qui façonnent les perceptions du public".

## Conflits d'intérêts et activités d'influence
En 2012, interrogé sur les liens ou affiliations entre la société agrochimique et de biotechnologie agricole Monsanto et sa propre société de conseil ESG Mediametrics, Entine a déclaré : « Il y a neuf ans, j'ai réalisé un projet de recherche de 2 000 $ pour v-Fluence, une société de médias sociaux formée par d'anciens dirigeants de Monsanto. C'est l'intégralité de ma relation avec Monsanto ».
En 2016, Entine était « chercheur principal » à l'« Institut d'alphabétisation alimentaire et agricole » un organisme basé à l'Université de Californie à Davis. Les Monsanto Papers montreront plu tard que Gilles-Éric Séralini était l'une des principales cibles de Monstanto. Jay Byrne (ancien directeur de la Communication chez Monsanto) n'a jamais attaqué directement Séralini via les médias audiovisuels traditionnels, mais son compte Twitter l'a montré "presque uniquement préoccupé par le discrédit de l'étude Séralini depuis le jour de sa publication pendant environ le mois qui a suivi". Byrne se présente sur Twitter comme PDG de v-Fluence mais aussi comme « Auteur contributeur, du livre Let Them Eat Precaution signé et édité par Jon Entine, faisant l'éloge des OGM et dénonçant ceux qui s'y opposent ou qui demandent l'étiquetage des produits GM ; livre qui faisait suite à un colloque où Byrne était l'un des conférenciers
Selon l'USRTK, Jon Entine et Byrne comptent parmi ceux qui ont écrit le plus d'articles attaquant GIlles-ric Séralini, plus que tous les autres commentateur, et dès les jours qui ont suivi la publication de son étude.

## Apologie de l'Agro-business
J. Entine (à nouveau avec la société V-Fluence de Byrne) a supervisé une autre conférence de l'AEI, conférence attaquant cette fois les acteurs de la responsabilité sociale des entreprises (RSE), un concepts supposé selon Entine nuire au progrès des biotechnologies agricoles et à la liberté d'entreprendre. 
Selon Business Ethics, une revue  « Une deuxième conférence AEI a réuni Jon Entine, membre de l'AEI connu pour être très critique vis à vis de l'ISR [investissement socialement responsable] - et Sarah Fuhrmann de V-Fluence Interactive Public Relations. L'USRTK fait remarquer que plusieurs employés de v-Fluence sont d'anciens membre des services de relations publiques du groupe Monsanto - où ils étaient missions pour combattre les initiatives de RSE qui ciblaient les aliments génétiquement modifiés ». 
L'USRTK note aussi qu'Entine a non seulement travaillé avec Byrne et v-Fluence, mais qu'il a aussi été rémunéré par la société de Byrne. Dans un article intitulé "La fabrication d'un apologiste de l'agro-industrie" (The Making of an Agribusiness Apologist), écrit par Tom Philpott (commentateur sur l'alimentation et de l'agriculture), Entine nie être un mercenaire travaillant pour Syngenta lorsqu'il défend les pesticides ; il affirme que son entreprise (ESG MediaMetrics) n'a travaillé qu'une fois pour Monsanto : « Il y a neuf ans, j'ai réalisé un projet de recherche de 2 000 $ pour v-Fluence, une société de médias sociaux formée par d'anciens dirigeants de Monsanto. C'est l'intégralité de ma relation avec Monsanto ». L'USRTK estime qu'on peut en déduire que si Entine répertorie sur son site Monsanto (et non la société de Jay Byrne) comme client de son entreprise, c'est qu'il reconnaît que ce qu'il fait pour v- Fluence, il le fait en réalité pour Monsanto.

## Attaques de scientifiques et journalistes
Entine a durant des années, via le journal Forbes et le GLP principalement, attaqué des scientifiques dont les résultats mettent en doute la sécurité sanitaire et/ou environnementale de produits ou d'actions de l'industrie chimique, de l'industrie pétrolière, nucléaire, de même pour les journalistes évoquant ces sujets.
C'est par exemple le cas pour : 
- En 2014, la journaliste new-yorkaise Rachel Aviv est attaquée dans Forbes par Entine[100]. Il lui reproche ses reportages basés sur des documents internes de Syngenta (révèlant comment l'entreprise chimique a tenté de détruire la réputation du professeur Tyrone Hayes de l'UC Berkeley ; les résultats des études publiés par Hayes établissaient un lien entre l'atrazine et des malformations congénitales chez les grenouilles). 
 Entine a utilisé le Pr. Bruce Chassy comme source pour discréditer Rachel Aviv. Or il s'est ensuite avéré que ce professeur recevait de l'argent de Monsanto[101], et qu'il a en outre contribué à créer un groupe de façade de Monsanto[102], consacré à l'attaque de personnes ou entités critiques vis à vis de l'industrie des pesticides[99].

- En 2016, Naomi Oreskes, professeure à Harvard et coauteur du livre Les Marchands de doute ou comment une poignée de scientifiques ont masqué la vérité sur des enjeux de société tels que le tabagisme et le réchauffement climatique[103] s'est fait une spécialité de l'étude des campagnes de désinformation des entreprises. Entine, dans le Huffington Post, l'a attaqué en la décrivant comme une « Rottweiler intellectuelle de l'environnementalisme, indûment méfiante à l'égard de la technologie moderne »[104].

- Steve Coll (doyen de la Columbia Journalism School) et la journaliste Susanne Rust et de étudiants journalistes ont rendu public le fait qu'Exxon savait depuis des années que le réchauffement climatique était réel, mais qu'il cachait cette donnée prospective et scientifique pour maintenir ses revenus[99]. 
En mars 2016, dans le New York Post, Entine les accuse d'avoir eu une approche qui « semble biaisée et non professionnelle » car basée sur une « croyance préconçue que les compagnies pétrolières sont malfaisantes parce que n'ayant pas adopté des politiques d'amélioration coûteuses et scientifiquement douteuses »[105]. Il leur reproche de « salir Exxon » avec une information qui a « fait couler du sang. À New York, le procureur général Eric Schneiderman - citant les rapports - a annoncé une enquête pour savoir si Exxon avait induit les actionnaires en erreur. Pas plus tard que la semaine dernière, le contrôleur de l'État, Tom DiNapoli, a demandé à la Securities and Exchange Commission d'obliger la société à fournir "une évaluation annuelle de l'impact sur ses activités des politiques publiques en matière de changement climatique". À DC également, certains membres du Congrès démocrates ont demandé au ministère de la Justice de lancer une enquête sur une éventuelle «conspiration entre Shell, ExxonMobil et potentiellement d'autres entreprises de l'industrie des combustibles fossiles »[105]. Dans une attaque de suivi (depuis retirée du site Web du Huffington Post), Entine a accusé Susanne Rust de violations de l'éthique pour ses reportages dans une série sur le BPA (primée et présélectionnée pour le prix Pulitzer)[99].

Entine n'a pas révélé que son ancien employeur STATS était un acteur majeur des efforts de relations publiques de l'industrie,.

## Attaques du français G-E Séralini et de son article sur la toxicité du Roundup
Contexte : en France, une nouvelle étude suggère que l'ingestion d'un maïs GM de Monsanto et/ou de l'herbicide Roundup (glyphosate + additifs) affecte la santé de rats de laboratoire. L'étude est publiée dans une revue à comité de lecture réputée sérieuse. Elle est pourtant presque immédiatement et largement attaquée par des scientifiques et commentateurs de médias, mais aussi par des scientifiques membres d'académies des sciences puis par des membres de l'Autorité européenne de sécurité des aliments. La revue la retire. 
En 2012, une analyse rétrospective publiée par Jonathan Matthews pour GMWatch montre qu'il s'agissait d'une attaque préparée et stratégiquement coordonnée par des lobbyistes et groupes de façade de Monsanto et de l'industrie agroalimentaire, lancée avec comme premier objectif d'obtenir une rétractation rapide de l'article, mais aussi avec l'objectif de discréditer l'auteur principal de l'étude.
En 2016, une autre analyse rétrospective du lobbying de Monsanto, publiée par Corporate Europe Observatory (CEO) qui s'est notamment appuyé sur SourceWatch (Centre d'observation des liens entre médias et démocratie), Powerbase.info (site de veille et d'enquêtes sur le respect du bien commun et de l'intérêt public, et l'utilisation de la propagande), OpenSecrets (Centre pour une politique de transparence et de riposte au secret), Lobbyfacts.eu (Observatoire européen étudiant les sociétés et les systèmes de contrôle/autocontrôle des lobbies) a explicité une partie de la stratégie de lobbying de Monsanto (qui sera confirmée par les Monsanto Paper, et l'ONG SpinWatch, lors d'une autre analyse rétrospective fait ou refait les constats suivant :
- La première attaque d'Entine contre Séralini a fusé, publiée par le magazine économique américain Forbes (dans lequel Entine écrivait) dans les 24 heures suivant la publication de l'article de Séralini ; Forbes a joué un rôle clé avec six articles dans les 10 jours suivant la sortie de l'étude, ciblant l'étude, mais aussi les chercheurs. Le deux premiers papiers reprenaient les informations proposées à la presse par le Science Media Center, et le troisième a commencé à parler de fraude, de « grosse faute scientifique » de la part du Pr Séralini qui selon le journal avait déjà « une longue et sordide histoire » d'« activisme », concluant en affirmant que la seule « ligne de conduite honorable pour la revue serait de retirer l'article immédiatement » ;
- Quelques jours après, un second article d'Entine lance de nouvelles attaques, non seulement contre Séralini, qu'il accuse de refuser de partager ses données brutes, mais contre presque tous ceux qui tentaient de défendre l'étude ;
- Un troisième article se concentre sur les lettres envoyées à la revue scientifique Food and Chemical Toxicology demandant que l'article de Séralini soit rétracté. Entine y écrit « Plus de deux douzaines de scientifiques du monde entier ont cosigné une réprimande cinglante de l'étude Séralini », concluant : « Nous vous demandons de soumettre l'article à un nouvel examen rigoureux par des experts appropriés et de le retirer rapidement s'il ne répond pas aux normes scientifiques largement répandues, normes de conception et d'analyse, comme nous pensons qu'il ne le fait pas ». 
La lettre à laquelle Entine fait référence a été signée, entre autres, par CS Prakash (de l'Université Tuskegee, qui peut signer sous deux noms[107]), Henry Miller et Bruce Chassy. Et, note l'USRTK, plusieurs des autres signataires avaient aussi des liens avec AgBioWorld. AgBioWorld est une entité cofondée en janvier 2000 à Auburn en Alabama par Gregory Conko du Competitive Enterprise Institute, souvent présentée comme un Think tank libertarianiste de droite promouvant la libre entreprise et un gouvernement national limité)[108]. Or AgBioWorld est dirigée par le professeur C.S. Prakash, qui avait contribué au livre d'Entine sur les OGM, de même que l'autre cofondateur d'AgBioWorld, Greg Conko, qui vient lui d'un autre think tank, le Competitive Enterprise Institute (entité également ouvertement hostile à toute règlementation environnementale).
- Channapatna Prakash[109] lance une pétition en ligne (sur le site ipetitions)[110]. Agressivement promue sur les réseaux sociaux en sous-entendant généralement que les chercheurs avaient quelque chose à cacher, elle demande au Pr Séralini de publier l'ensemble de ses données brutes[111].

D'autres preuves de ces attaques conjuguée seront apportées cinq ans plus tard, en 2017, par le contenu des Monsanto Papers, (révélée en France par Le Monde), et décrites en 2020 par Jérôme Douzelet et Gilles-Éric Seralini dans un livre intitulé L'Affaire Roundup à la lumière des Monsanto Papers.

### Polémique des rats sujets au cancer
L'un des signataires de la lettre qui a lancé cette polémique est Anthony Trewavas (Professeur en biologie cellulaire chez les végétaux). 
Il est aussi l'un de experts cités par le Science Media Center (une ONG, qui fournit aux journalistes des textes de vulgarisation scientifique et des commentaires sur des découvertes ou divers aspects de la science, qui a dans le passé déclaré des financements de Monsanto et qui est aussi financée, entre autres, par de nombreux membres des secteurs de la chimie, de la pharmacie, du génie génétique et de l'industrie alimentaire). 
Le SMC affirme que sa stratégie et ses orientations sont décidées par sa haute direction « sous la surveillance régulière de notre conseil d'administration et de notre comité consultatif, [ajoutant :] Il est clairement indiqué à chaque organisation finançant le Centre qu'elle n'a aucune influence sur nos décisions éditoriales en échange d'un don ». Dans le premier des communiqués de presse tendant à discréditer l'étude de Séralini, Trewavas accuse les chercheurs français d'avoir utilisé une souche de rat de laboratoire sujette au cancer, affirmant : « [Une] lignée [de rats] qui est très sensible aux tumeurs peut facilement biaiser n'importe quel résultat ». Cet argument sera ensuite cité dans plus de 20 publications différentes dans le monde, avec d'autant plus d'effet qu'au même moment, il est aussi mis en avant, pour le SMC également, par un autre expert, Maurice M. Moloney (biogénéticien au Département des sciences biologiques de l'Université de Calgary). Cet argument, durant plus de 10 ans, sous-tendra aussi l'allégation de fraude, lancée (et entretenue) par Henry Miller (ancien fonctionnaire, également impliqué dans AgBioWorld, et cocréateur avec Michael Taylor du concept d'« équivalence en substance » au sein de la FDA où il officia de 1984 à 1994, au moment de l'émergence des OGM agricoles) et par Bruce Chassy (qui, lui, suggère que l'étude a été délibérément conçue pour générer des tumeurs, autrement dit, que Séralini et son équipe ont intentionnellement choisi le rat Sprague-Dawley pour leurs recherches afin de produire exactement le résultat qu'ils voulaient - le cancer !). Selon Miller : « L’étude Séralini est une fraude » [...]. C’est une manifestation militante contre l’industrie, financée par le lobby du Bio ». Selon les informations publiées par Corporate Europe Observatory (CEO) lors du « procès Monsanto » à La Haye du 14 au 16 octobre 2016 (présenté par Marie-Monique Robin dans son documentaire Le Monde selon Monsanto), « Miller a été recruté dans les années 90 par l’association paravent de l’industrie du tabac "The Advancement of Sound Science Coalition" (TASSC)52 monté par Philip Morris pour combattre la soi-disant « pseudo-science » au tour du lien entre cancer et tabagisme. Ces dernières années, la TASSC et Miller, qui en était le porte-parole, étaient en première ligne de l’attaque de l’industrie contre le projet de loi visant à rendre obligatoire l’étiquetage des OGM en Californie ».

Diverses variantes de cette allégation seront diffusées via internet et la presse, omettant généralement de préciser que cette lignée de rats (Sprague-Dawley) est couramment utilisée dans des essais de toxicologie et de carcinogenèse, y compris par l'industrie des pesticides et ce fut notamment le cas pour l'obtention de l'approbation réglementaire du glyphosate, l'un des ingrédients actifs du Roundup sur lequel l'équipe de Séralini travaillait, ou encore pour l'étude de Monsanto préalable à l'approbation réglementaire du maïs GM (NK603) rendu résistant au glyphosate.
Or, ces rats étaient couramment utilisés pour ce type d'étude y compris par Monsanto pour tester la cancérogénicité de son Roundup et d'autres pesticides (rem : chez l'homme, il faut généralement plusieurs décennies pour qu'un cancer apparaisse, et le rat de laboratoire vit rarement plus de 3 ans). Angelika Hilbeck de l'École polytechnique de Zurich qualifie l'argument du "mauvais rat" avancé pour la première fois par Trewavas et Moloney comme étant « absurde », car « Seralini a choisi la même souche de rat que Monsanto. Pensons-nous vraiment qu'une substance devrait être testée sur un animal qui n'y est pas sensible ? Avec ces diffamations, ils voulaient nous distraire du fait que Seralini utilisait la même méthodologie que Monsanto. Parce que si vous prenez Séralini au sérieux en tant que chercheur, vous devez prendre au sérieux son étude et la comparaison avec l'étude de Monsanto. Cela remettrait en question l'étude de Monsanto et donc l'approbation du maïs GM ». C'est justement parce que ce rat à une tendance à faire plus de 30 % de cancers « spontanés » tout au long de sa vie qu'il est un bon modèle pour l'humain qui a à la fin du XXe siècle une susceptibilité similaire à la maladie. L'étude de Séralini était en outre une étude de toxicité chronique, son protocole ne visait donc pas à quantifier une augmentation du risque tumoral chez les rats traités. « Compte tenu de cette découverte, il devrait maintenant incomber à Monsanto de financer une étude de cancérogénicité à grande échelle utilisant de plus grands groupes de rats pour prouver que ses produits sont sûrs – ce qu'il n'a pas réussi à faire jusqu'à présent » estime A. Hilbeck.
L'étude est republiée en 2014, cette fois intitulée Republished study: long-term toxicity of a Roundup herbicide and a Roundup-tolerant genetically modified maize dans une autre revue à comité de lecture (Environmental Sciences Europe).
J Entine, à nouveau dans Forbes, dénonce une étude « zombie », qui « ressemble beaucoup à l'ancienne étude rétractée, selon une analyse détaillée du Genetic Literacy Project » (GLP, dont Entine est à la fois fondateur et directeur exécutif). Il évoque « des scientifiques indépendants » qui l'ont examinée et qui auraient conclu qu'elle présente tous les défauts de la première étude (point développé dans un autre article de GLP, citant des avis de scientifiques « collectés par le Science Media Centre »). L'article renvoie le lecteur vers un portait (une fiche du site GLP, intitulée Gilles-Éric Séralini: Professeur activiste et figure de l'industrie anti-OGM et le Sustainable Pulse, un site internet qui depuis présente d'autres points de vue sur le sujet, présentée comme écrite par le Genetic Literacy Project). Cette fois, certains des avis de scientifiques qu'Entine cite sont plus nuancés. Le GLP les a classés des plus défavorables aux plus favorables. Les premiers avis répètent que les défauts de la première étude persistent. Les deux derniers avis se démarquent. Jack Heinemann , souligne que « la première publication de ces résultats a révélé une partie de la méchanceté qui peut être déchaînée sur les chercheurs présentant des résultats inconfortables. Je félicite Environmental Sciences Europe d'avoir soumis le travail à une nouvelle série d'examens rigoureux à l'aveugle par des pairs, puis d'avoir courageusement suivi le processus et les recommandations de ses examinateurs, en particulier après avoir été témoin des événements entourant la première publication. Cette étude a sans doute prévalu à travers le processus d'examen le plus complet et le plus indépendant auquel toute étude scientifique sur les OGM ait jamais été soumise. Le travail fournit de nouvelles connaissances importantes qui doivent être prises en compte par la communauté qui évalue et rend compte des risques des organismes génétiquement modifiés, en fait de toutes les sources de pesticides dans nos chaînes alimentaires et fourragères. Avec le temps, ces résultats doivent être vérifiés par répétition ou contestés par une expérimentation supérieure. À mon avis, rien de constructif pour l'évaluation des risques ou la promotion de la biotechnologie GM n'a été réalisé en tentant d'effacer ces données du dossier public », et Michael Antoniou qui dirige l'unité de biologie nucléaire du King’s College de Londres, dit « Peu d'études survivraient à un examen aussi approfondi par des collègues scientifiques. La republication de l'étude après trois expertises témoigne de sa rigueur, ainsi que de l'intégrité des chercheurs. Si quelqu'un doute encore de la qualité de cette étude, il devrait simplement lire l'article republié. La science parle d'elle-même. Si même alors ils refusent d'accepter les résultats, ils devraient lancer leur propre étude de recherche sur ces deux produits toxiques qui sont maintenant dans la chaîne alimentaire humaine et animale depuis de nombreuses années ».

#### Ouvrages signés Jon Entine
- Jon Entine, Tabou : pourquoi les athlètes noirs dominent le sport et pourquoi nous avons peur d'en parler, 2000, 428 p. (ISBN 1-58648-026-X).
- Jon Entine, Politique des caisses de retraite : Les dangers de l'investissement socialement responsable, 2005, 128 p. (ISBN 0-8447-4218-X).
- Jon Entine, Scared to Death : Comment la chimiophobie menace la santé publique, 2011, 121 p. (ISBN 978-0-578-07561-7, lire en ligne).
- Jon Entine, Laissez-les manger avec précaution : comment la politique sape la révolution génétique, 2006, 222 p. (ISBN 0-8447-4200-7).
- Jon Entine, Les enfants d'Abraham : race, identité et ADN du peuple élu, 2008, 432 p. (ISBN 0-446-58063-5).
- Jon Entine, No Crime But Prejudice : Fischer Homes, the Immigration Fiasco, and Extrajudicial Prosecution, 2009 (ISBN 978-0-692-00282-7).
- Jon Entine, Chimiophobie des cultures : la précaution tuera-t-elle la révolution verte, 2011 (ISBN 978-0-8447-4361-5).